# 岡山県道・広島県道106号布賀油木線
岡山県道・広島県道106号布賀油木線（おかやまけんどう・ひろしまけんどう106ごう ふかゆきせん）は、岡山県高梁市から広島県神石郡神石高原町に至る一般県道である。

## 概要
岡山都市圏および岡山自動車道賀陽ICと広島県神石郡神石高原町を連絡する路線としても機能しており、大型車の通行もある。
起点の岡山県高梁市備中町布賀地内から平川地内の間は標高差があり、急な坂道とカーブが続く。また、この区間は早い時期に改良がなされたため、普通車同士の離合だけを考えた1.5車線路となっており、大型車との離合には注意が必要である。その一方で、平川地内から終点の広島県神石高原町安田にかけては、遅くに改良がなされたこともあり、2車線道路となっている。

### 路線データ
- 起点：岡山県高梁市備中町布賀（岡山県道33号新見川上線交点）
- 終点：広島県神石郡神石高原町安田（国道182号交点）

## 路線状況

### バイパス
すべて本県道の本線として一本化されており、現在は通称道路名としてのバイパスである。
- 平川バイパス
- 四日市バイパス

### 重複区間
- 広島県道・岡山県道105号前原谷仙養線（広島県神石郡神石高原町下豊松）
- 岡山県道・広島県道9号芳井油木線（広島県神石郡神石高原町上豊松）

### 並行する旧街道
- 平川往来

備中平川郷（現在の高梁市備中町平川）を街道の中心とし、各地につながっていた道。

## 地理

### 通過する自治体
- 岡山県
  - 高梁市
- 広島県
  - 神石郡神石高原町

### 交差する道路
| 交差する道路                                     | 都道府県名 | 市町村名 | 市町村名   | 交差する場所 | 交差する場所 |
| ------------------------------------------------ | ---------- | -------- | ---------- | ------------ | ------------ |
| 岡山県道33号新見川上線                           | 岡山県     | 高梁市   | 高梁市     | 備中町布賀   | 起点         |
| 岡山県道299号布賀地頭線                          | 岡山県     | 高梁市   | 高梁市     | 備中町布賀   |              |
| 岡山県道437号下郷惣田線                          | 岡山県     | 高梁市   | 高梁市     | 備中町平川   |              |
| 広島県道・岡山県道105号前原谷仙養線 重複区間起点 | 広島県     | 神石郡   | 神石高原町 | 下豊松       |              |
| 広島県道・岡山県道105号前原谷仙養線 重複区間終点 | 広島県     | 神石郡   | 神石高原町 | 下豊松       |              |
| 岡山県道・広島県道9号芳井油木線 重複区間起点     | 広島県     | 神石郡   | 神石高原町 | 上豊松       |              |
| 岡山県道・広島県道9号芳井油木線 重複区間終点     | 広島県     | 神石郡   | 神石高原町 | 上豊松       |              |
| 国道182号 国道314号 重複                         | 広島県     | 神石郡   | 神石高原町 | 安田         | 終点         |

### 沿線
- 平川郵便局
- 神石高原町役場 豊松支所
- 神石高原町立豊松小学校